# Burundski franak
Burundski franak, ISO 4217: BIF, je valuta Burundija. Dijeli se na 100 centima, iako centimi nikada nisu izdani otkad Burundi izdaje vlastitu valutu. U nacionalnom prometu označava se kraticom FBu.
Franak je postao valuta Burundija 1916. godine, kada je Belgija okupirala bivšu njemačku koloniju i zamijenila njemačku istočnoafričku rupiju s frankom Belgijskog Konga. Ta rupija je bila u upotrebi do 1964., kada se počeo izdavati franak za Burundi i Ruandu. Od 1964. Burundi samostalno izdaje svoju valutu. 
Središnja banka Burundija izdaje kovanice od 1, 5 i 10 franaka, te novčanice od 10, 20, 50, 10, 500, 1000, 2000, 5000 i 10000 franaka. 

## Vanjske poveznice
- Središnja banka Burundija  Arhivirana inačica izvorne stranice od 8. veljače 2014. (Wayback Machine)